# Yves Bastaerts
Yves Bastaerts is een Belgisch bestuurder. In juli 2021 was hij Hoge Ambtenaar ad interim voor het Brussels Hoofdstedelijk Gewest. 
Hij woont in Roosdaal waar hij ook voorzitter is van de lokale CD&V-afdeling.
Tot juli 2019 was hij kabinetschef van Brussels minister Bianca Debaets.

## Hoge Ambtenaar
Bastaerts is adjunct-directeur van Brussel Preventie en Veiligheid. Op 24 juni 2021 besliste de Brussels Hoofdstedelijke regering om hem als Hoge Ambtenaar ad-interim aan te stellen nadat zijn voorganger Viviane Scholliers een negatieve evaluatie kreeg. Zijn mandaat ging in op 1 juli 2021.  Hij werd op 26 juli 2021 opgevolgd door Sophie Lavaux, die tot dan toe directeur was van het federaal crisiscentrum.
Van oktober 2020 tot mei 2021 was hij Directeur-Generaal van Brussel Preventie en Veiligheid nadat de toenmalige directeur-generaal Jamil Araoud, kabinetschef werd van Minister van defensie Ludivine Dedonder.